# The Karnival Kid
The Karnival Kid è un film del 1929 diretto da Walt Disney e Ub Iwerks. È un cortometraggio animato della serie Mickey Mouse, prodotto dalla Walt Disney Productions e uscito negli Stati Uniti il 23 maggio 1929, distribuito dalla Celebrity Productions. È il primo corto della serie in cui Topolino dice delle frasi di senso compiuto (mentre vende hot dog).
Oltre a Topolino, appaiono anche altri tre personaggi ricorrenti della serie. Il primo è Clarabella in un cameo. Il secondo è Gatto Nip, che fa la sua terza e ultima apparizione. Il terzo è l'interesse amoroso ricorrente di Topolino, Minni. Il film non è stato doppiato in italiano.

## Trama
Gatto Nip è un imbonitore in un luna park, e sta invitando il pubblico a vedere Minni, "la ballerina dello shimmy", che introduce cantando la Hootchy-kootchy dance. Mickey si trova nelle vicinanze, vendendo hot dog e molestando Nip. Nip litiga brevemente con Topolino riguardo ad una truffa con una bambola danzante. Tuttavia, Minni si accorge presto di Topolino e lo chiama per ordinare un hot dog. Tira fuori una moneta dalla sua calza per pagarlo, ma Topolino, che è chiaramente attratto da lei, si rifiuta di accettare la moneta e glielo dà gratis. Quando lei morde l'hot dog, questo urla e scappa via. Topolino lo prende e lo sculaccia, concludendo il primo segmento.
In seguito Topolino cerca di attirare l'attenzione di Minni suonando la chitarra fuori dalla sua finestra. Egli è affiancato da due gatti randagi che cantano rumorosamente "Sweet Adeline". Il suono delizia Minni ma risveglia un irato Gatto Nip, che stava riposando in una roulotte vicina. Nip inizia a gettare cose ai tre fastidi nel tentativo di farli tacere. Infine Topolino viene colpito con un intero letto e rimane stordito.

## Edizioni home video

### DVD
Il cortometraggio è incluso nel DVD Walt Disney Treasures: Topolino in bianco e nero.